# دعم الطاقة

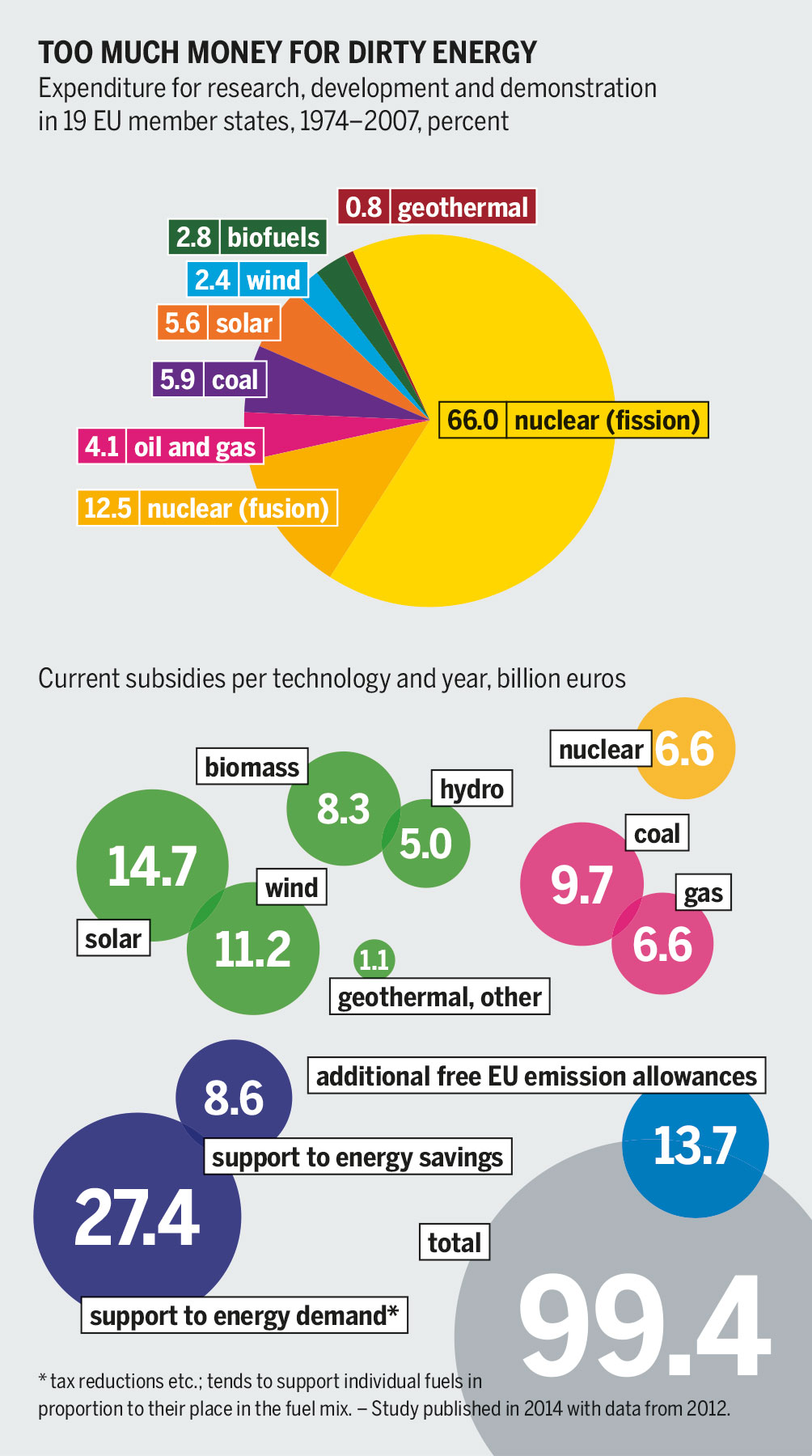
إنفاق أموال طائلة على مصادر الطاقة غير المستدامة مثل الفحم والنفط، والتي تسهم في تلوث البيئة وتفاقم تغير المناخ.

يشير مصطلح دعم الطاقة (بالإنجليزية: Energy subsidies) إلى الإجراءات التي تحافظ على بقاء أسعار الطاقة المخصصة للعملاء دون مستويات السوق، أو الإجراءات التي تحافظ على أن تكون أسعار الطاقة للموردين أعلى من مستويات السوق، أو إلى الإجراءات التي تقلل من التكاليف لكلٍ من العملاء والموردين. كما قد يشير هذا المصطلح إلى التحويلات النقدية المباشرة إلى الموردين أو العملاء أو الهيئات ذات العلاقة. وثمة أيضاً آليات دعم طاقة غير مباشرة؛ مثل الإعفاءات الضريبية واسترداد الضريبة وضوابط الأسعار، والقيود التجارية والقيود المفروضة للوصول إلى الأسواق .
تتبعت الوكالة الدولية للطاقة المتجددة حوالي 634 مليار دولار وٌجهت نحو دعم قطاع الطاقة في عام 2020، ووجدت أن حوالي 70٪ منها كانت تمثل دعماً للوقود الأحفوري، بينما ذهب حوالي 20٪ منها إلى توليد الطاقة المتجددة، و6٪ نحو الوقود الحيوي وما يزيد قليلاً عن 3٪ إلى دعم الطاقة النووية.

## نظرة عامة على جميع مصادر الطاقة
حينما تختار الحكومات دعماً معيناً لتنمية الطاقة أكثر من مصدر آخر، فإن هذا الخيار يمكن أن يؤثر على البيئة بشكل أو بآخر. ولعل هذا الأمر يثير نقاشاً وحججاً أما مع أو ضد جميع أشكال الدعم لتنمية الطاقة على وجه العموم.
الحجج الرئيسة المؤيدة لدعم الطاقة:
- أمن الإمدادات: يرى المؤيدون لدعم الطاقة أن الدعم يُستخدم  لضمان إمدادات محلية كافية، من خلال دعم إنتاج الوقود المحلي، ولتقليل الاعتماد على الواردات، أو لتقديم الدعم لأنشطة شركات الطاقة الوطنية الخارجية، أو لتأمين شبكة الكهرباء.[7]
- تحسين البيئة والصحة: يسيهم الدعم في تحسين الصحة العامة، من خلال الحد من تلوث الهواء، من خلال تحقيق الدولة لمساهمتها المحددة وطنيًا المتعلقة بالتخفيف من التغير المناخي[8]
- منافع اقتصادية: يستخدم الدعم الذي يأتي في شكل أسعار مخفضة لتحفيز قطاعات اقتصادية معينة أو شرائح متنوعة من السكان؛ مثل التخفيف من حدة الفقر، وزيادة فرص الحصول على الطاقة في البلدان النامية. وفيما يتعلق بأسعار الوقود الأحفوري خصوصاً، فقد ذكر إيان باري، وهو المُعد الرئيس لتقرير صندوق النقد الدولي لعام 2021 أن "تترد بعض الدول في رفع أسعار الطاقة لأنها تعتقد أن ذلك سيضر بالفقراء، ولكن الإبقاء على أسعار الوقود الأحفوري رخيصة غير فعالة على الإطلاق لمساعدة الفقراء، بسبب أن معظم الفوائد سوف تعود على الأسر الأكثر ثراءً، لذا سيكون من الأفضل توجيه الموارد لمساعدة الفقراء والضعفاء مباشرة".[9][10]
- الوظائف والمزايا الاجتماعية: يستخدم الدعم للحفاظ على الوظائف خاصة في فترات التحول الاقتصادي.[11][بحاجة لمصدر أفضل] ففي عام 2021، وفيما يتعلق بأسعار الوقود الأحفوري خصوصاً، قال إيبك جينسو، من معهد التنمية الخارجية: "إنّ [إصلاح الدعم] يتطلب دعماً للمستهلكين الضعفاء الذين سيتأثرون من ارتفاع التكاليف، وكذلك للعاملين في الصناعات التي يمكن أن تغلق. كما أن الدعم يتطلب تنظيم حملات إعلامية تشرح كيفية إعادة توزيع المدخرات على المجتمع في شكل رعاية صحية وتعليم وخدمات اجتماعية أخرى، فيما يعارض كثيرون إصلاح الدعم لأنهم يرونه أنه مجرد إجراء تتخذه الحكومات من دون رد الجميل".[5]

الحجج الرئيسة ضد دعم الطاقة:
- يرى آخرون أن بعضاً من الدعم المقدم للطاقة، مثل دعم الوقود الأحفوري (دعم البترول والفحم والغاز)، يتعارض مع هدف التنمية المستدامة، لأنه قد يؤدي إلى زيادة الاستهلاك والهدر، الأمر الذي بدوره يقود  إلى تفاقم الآثار الضارة على البيئة، كما أنه يكون عبئاً ثقيلاً على الميزانية الحكومية، ويضعف من إمكانات نمو الاقتصادات، ويقوض الاستثمار الخاص والعام في قطاع الطاقة.[12] وأن معظم الفوائد من دعم الوقود الأحفوري في البلدان النامية يستفيد منها 20٪ من الأسر الغنية.[13]
- إعاقة التوسع في شبكات التوزيع وتطوير تقنيات طاقة صديقة للبيئية، ولا تساعد دائمًا الأشخاص الذين هم في أمس الحاجة إليها.[12]
- توصلت دراسة أجراها البنك الدولي إلى أن الدعم المقدم للشركات التجارية الكبيرة المهيمنة على قطاع الطاقة ليس له ما يبرره. ومع ذلك، فمن المعقول في بعض الظروف استخدام الدعم لتعزيز قدرة وصول الأسر الفقيرة في البلدان النامية إلى الطاقة. كما يجب أن يشجع هذا الدعم الوصول إلى مصادر الطاقة الحديثة، وليس لتغطية تكاليف تشغيل الشركات.[14] وتوصلت دراسة أجراها معهد الموارد العالمية إلى أن دعم الطاقة  يذهب غالبًا إلى المشاريع كثيفة رأس المال على حساب البدائل الأصغر أو الموزعة.[15]

أنواع دعم الطاقة في الأسفل. ("عادة ما يتخذ دعم الوقود الأحفوري شكلين. دعم الإنتاج ... [و] ... دعم الاستهلاك."):
- التحويلات المالية المباشرة: منح للموردين؛ ومنح للعملاء؛ وقروض منخفضة الفائدة أو تفضيلية للموردين.
- معاملات ضريبية تفضيلية: الحسومات أو الإعفاء من الأتعاب والرسوم وضرائب المورد والتعريفات؛ وضريبة الائتمان؛ وبدلات الاستهلاك المعجل على معدات إمداد الطاقة.
- القيود التجارية: الحصة والقيود الفنية والعقوبات الاقتصادية .
- الخدمات المتعلقة بالطاقة التي تقدمها الحكومة بأقل من التكلفة الكاملة: الاستثمار المباشر في البنية التحتية للطاقة؛ والبحث والتطوير العام.
- تنظيم قطاع الطاقة: طلب ضمانات ومعدلات الانتشار المفروضة؛ وضوابط الأسعار؛ وقيود الوصول إلى الأسواق؛ وموافقة التخطيط التفضيلي والضوابط للوصول إلى الموارد.
- عدم فرض تكاليف خارجية: تكاليف العوامل الخارجية البيئية؛ ومخاطر أمن الطاقة وتكاليف تقلب الأسعار.[17]
- مخصص النضوب: الذي يسمح بخصم من الدخل الإجمالي يصل إلى ~27٪ لاستنفاد موارد الطاقة غير المتجددة (النفط والغاز والمعادن).

وبشكل عام، يتطلب دعم الطاقة التنسيق والتنفيذ المتكامل، لا سيما في ضوء العولمة وزيادة الترابط بين سياسات الطاقة، وبالتالي غالبًا ما يُنظر إلى تنظيمها في منظمة التجارة العالمية على أنه أمرٌ ضروري.

## دعم التقنية الجديدة
ساعد دعم الولايت المتحدة وألمانيا المبكر للطاقة الشمسية بشكل كبير في تسويق الطاقة المتجددة لتقليل انبعاثات غازات الاحتباس الحراري في جميع أنحاء العالم، ولكن ربما لم تساعد التصنيع المحلي. في حين يستمر دعم الاندماج النووي، على الرغم من أنه ليس من المتوقع أن يكون مجديًا تجاريًا فيما يتعلق بتحقيق أهداف محايدة الكربون للدول. كما يجري دعم أبحاث تخزين الطاقة.